# Sibyla Sasko-Kobursko-Gothajská
Princezna Sibyla Sasko-Kobursko-Gothajská (Sibyla Calma Marie Alice Bathildis Feodora; 18. ledna 1908, Gotha – 28. listopadu 1972, Stockholm) byla členka švédské královské rodiny a matka současného švédského krále Karla XVI. Gustava. 
Sibyla se narodila do rodu Sasko-Kobursko-Gothajských a byla dcerou Karla Eduarda, posledního vévody ze Saska-Koburska-Gothajska. Švédskou princeznou se stala po sňatku s princem Gustavem Adolfem, vévodou z Västerbottenu, v roce 1932. Měla tak vyhlídky, že se jednoho dne stane královnou, ale princ byl zabit v roce 1947 při letecké havárii a nástupu na švédský trůn se nedožil. Její syn se stal králem rok po její smrti.

## Mládí

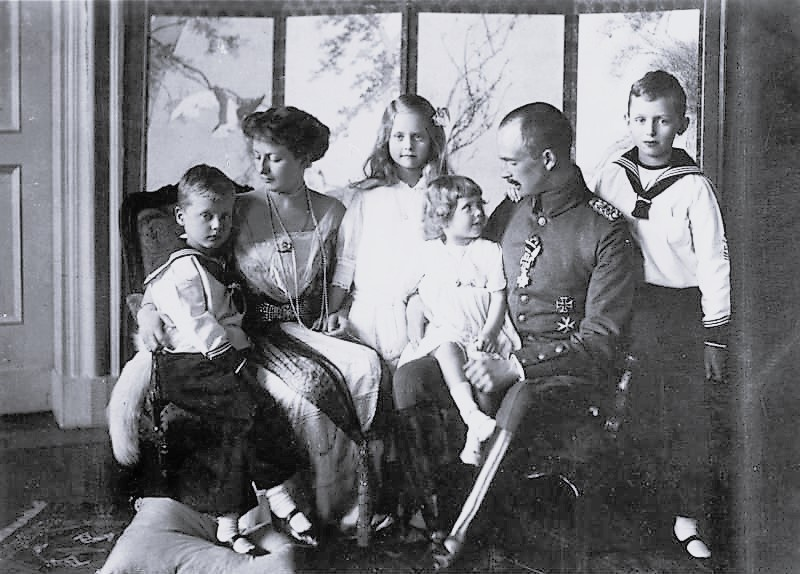
Princezna Sibylla (uprostřed) se svými rodiči a sourozenci, 1918

Narodila se 18. ledna 1908 v paláci Friedenstein, jako starší dcera a druhé dítě Karla Eduarda, vévody Sasko-Kobursko-Gothajského a jeho manželky princezny Viktorie Adléty Šlesvicko-Holštýnské, dcery princezny Karolíny Matildy Šlesvicko-Holštýnsko-Sonderbursko-Augustenburské a Fridricha Ferdinanda, vévody Šlesvicko-Holštýnského, pocházejícího ze staršího skandinávského královského rodu. Přes jejího otce byla pravnučkou královny Viktorie. Její dědeček Leopold, vévoda z Albany, byl nejmladším synem královny Viktorie a prince Alberta Sasko-Kobursko-Gothajského.

## Manželství
V listopadu 1931 odjela Sibyla do Londýna, aby se zúčastnila svatby Lady May Abel Smith jako družička. Další družičkou byla princezna Ingrid Švédská, která představila Sibylu svému bratrovi, princi Gustavu Adolfu. Jejich zasnoubení bylo oznámeno 16. června 1932 v paláci Callenberg v Coburgu.

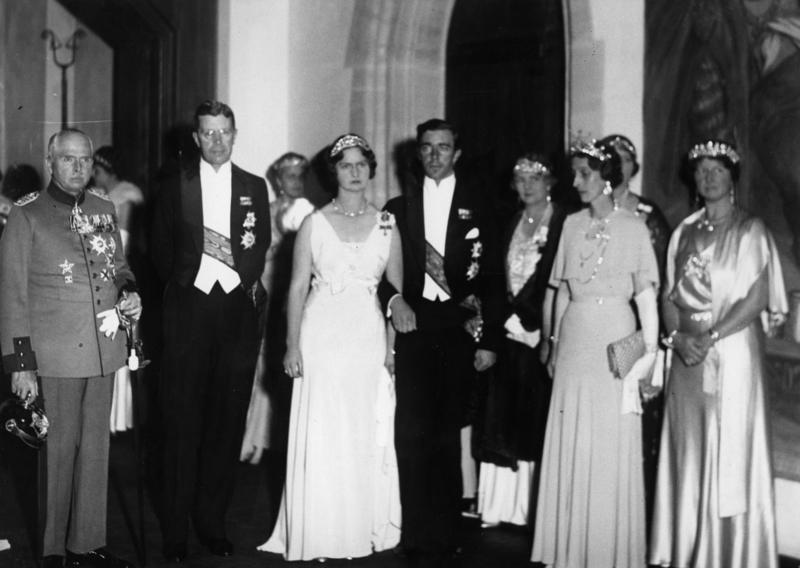
Svatba princezny Sibyly s princem Gustavem Adolfem, 1932

Dne 19. října 1932 se civilně vdala za svého bratrance prince Gustava. Církevní svatba proběhla o den později. Gustav Adolf byl nejstarší syn korunního prince Gustava Adolfa (později Gustav VI. Adolf) a princezny Margarety z Connaughtu, vnučky královny Viktorie. Sibyla i Gustav byli oba pravnoučaty královny Viktorie. Sibyla se nikdy nestala korunní princeznou, protože její manžel zemřel před svým dědečkem Gustavem V.

## Švédská princezna
Pár sídlil v paláci Haga a jejich čtyři dcery byly ve svém dětství běžně známy jako „Hagaprinsessorna“ (Hagaské princezny). Svou královskou funkci začala pouhé dva dny po svém příchodu, kdy s princeznou Ingrid představila cenu pro vítěze turnaje v šermu. Se svým manželem sdílela nadšení pro sportovní a outdoorové aktivity. Pár také vlastnil chatu na Ingarö a také v Storlienu. Byla horlivým stoupencem hnutí Švédských skautek.
Mezi jejími oficiálními úkoly bylo předsednictví v Sällskapet Barnavård (Společnost pro dětskou péči), čestné předsednictví v Hörselfrämjandet (Společnost pro slyšení), Sveriges flickscoutråd (Švédské skoutky), Kvinnliga bilkåren (Ženské automobilové síly), Stiftelsen Solstickan (Společnost Solstickan), Stiftelsen Drottning Victorias Vilohem på Öland (Dům odpočinku královny Viktorie v Ölandu). Roku 1938 založila Prinsessan Sibyllas S:t Martin-stiftels (Nadace princezny Sibyly – svatého Martina).

## Pozdější život

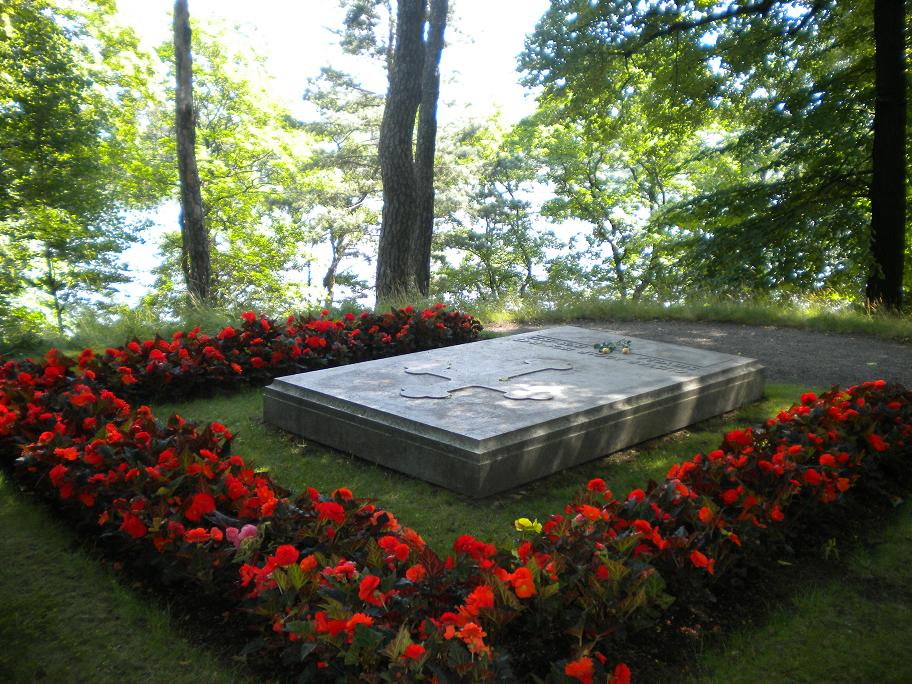
Hrob princezny a jejího manžela Gustava Adolfa, Karlsborg, Solna, Švédsko

Roku 1947 princezna ovdověla. Její manžel zemřel při havárii letadla u Letiště Kodaň. Jejich jediný syn, princ Karel Gustav se ve věku devíti měsíců stal druhým v pořadí na švédský trůn. Roku 1950 se přestěhovala z Hagy do stockholmského královského paláce. Během léta odcházela do paláce Solliden.
Roku 1965 po smrti její tchyně, královny Luisy, se Sibyla stala starší královskou princeznou Švédska, působící ve vedlejší roli u svého tchána, krále Gustava VI. Adolfa. Během těchto let se zvedla její popularita.
Zemřela 28. listopadu 1972 na rakovinu tlustého střeva.

## Potomci
Sibylla se svým manželem zplodila pět dětí:
- Princezna Margaretha (* 31. října 1934) ⚭ 1964 John Ambler (6. června 1924 – 31. května 2008)
- Princezna Birgitta (* 19. ledna 1937) ⚭ 1961 Johann Georg Hohenzollernský (31. července 1932 – 2. března 2016)
- Princezna Désirée (* 2. června 1938) ⚭ 1964 baron Nils-August Otto Carl Niclas Silfverschiöld (31. května 1934 – 11. dubna 2017)
- Princezna Christina (* 3. srpna 1943), ⚭ 1974 Tord Gösta Magnuson (* 7. dubna 1941)
- Princ Karel (* 30. dubna 1946), od roku 1973 jako švédský král Karel XVI. Gustav, ⚭ 1976 Silvia Sommerlath (* 23. července 1943)

## Tituly a oslovení
- 18. ledna 1908 – 28. března 1919: Její královská Výsost princezna Sibyla Sasko-Kobursko-Gothajská, princezna Spojeného království
- 28. března 1919 – 19. října 1932: Její královská Výsost princezna Sibyla Sasko-Kobursko-Gothajská
- 19. října 1932 – 26. ledna 1947: Její královská Výsost princezna Sibyla Švédská, vévodkyně z Västerbottenu
- 26. ledna 1947 – 28. listopadu 1972: Její královská Výsost princezna Sibyla Švédská, vévodkyně vdova z Västerbottenu

### Vyznamenání
Národní vyznamenání
- Dynastie Sasko-Kobursko-Gothajská: Rytířský velkokříž Sasko-ernestýnského domácího řádu
- Švédsko: Členka velkokříže Řádu Serafínů
- Švédsko: Členka Královského rodinného řádu krále Gustava V.
- Švédsko: Členka Královského rodinného řádu krále Gustava VI. Adolfa

Vyznamenání cizích zemí
- Západní Německo: Velkokříž Řádu za zásluhy pro Federální republiku Německo
- Nizozemsko: Dáma velkokříže Nassavského domácího řádu zlatého lva

## Vývod z předků
|                                 |                                                                   |  |                                                               |                                                                      |  |  |  |  |  |  |  | Arnošt I. Sasko-Kobursko-Gothajský |
|                                 |                                                                   |  |                                                               |                                                                      |  |  |  |  |  |  |  |                                    |
|                                 | Albert Sasko-Kobursko-Gothajský                                   |  |                                                               |                                                                      |  |  |  |  |  |  |  |                                    |
|                                 |                                                                   |  |                                                               |                                                                      |  |  |  |  |  |  |  |                                    |
|                                 |                                                                   |  |                                                               | Luisa Sasko-Gothajsko-Altenburská                                    |  |  |  |  |  |  |  |                                    |
|                                 |                                                                   |  |                                                               |                                                                      |  |  |  |  |  |  |  |                                    |
|                                 | Leopold, vévoda z Albany                                          |  |                                                               |                                                                      |  |  |  |  |  |  |  |                                    |
|                                 |                                                                   |  |                                                               |                                                                      |  |  |  |  |  |  |  |                                    |
|                                 |                                                                   |  |                                                               | Eduard August Hannoverský                                            |  |  |  |  |  |  |  |                                    |
|                                 |                                                                   |  |                                                               |                                                                      |  |  |  |  |  |  |  |                                    |
|                                 | královna Viktorie                                                 |  |                                                               |                                                                      |  |  |  |  |  |  |  |                                    |
|                                 |                                                                   |  |                                                               |                                                                      |  |  |  |  |  |  |  |                                    |
|                                 |                                                                   |  |                                                               | Viktorie Sasko-Kobursko-Saalfeldská                                  |  |  |  |  |  |  |  |                                    |
|                                 |                                                                   |  |                                                               |                                                                      |  |  |  |  |  |  |  |                                    |
|                                 | Karel Eduard Sasko-Kobursko-Gothajský                             |  |                                                               |                                                                      |  |  |  |  |  |  |  |                                    |
|                                 |                                                                   |  |                                                               |                                                                      |  |  |  |  |  |  |  |                                    |
|                                 |                                                                   |  |                                                               | Jiří II. Waldecko-Pyrmontský                                         |  |  |  |  |  |  |  |                                    |
|                                 |                                                                   |  |                                                               |                                                                      |  |  |  |  |  |  |  |                                    |
|                                 | Jiří Viktor Waldecko-Pyrmontský                                   |  |                                                               |                                                                      |  |  |  |  |  |  |  |                                    |
|                                 |                                                                   |  |                                                               |                                                                      |  |  |  |  |  |  |  |                                    |
|                                 |                                                                   |  |                                                               | Emma Anhaltsko-Bernbursko-Schaumbursko-Hoymská                       |  |  |  |  |  |  |  |                                    |
|                                 |                                                                   |  |                                                               |                                                                      |  |  |  |  |  |  |  |                                    |
|                                 | Helena Waldecko-Pyrmontská                                        |  |                                                               |                                                                      |  |  |  |  |  |  |  |                                    |
|                                 |                                                                   |  |                                                               |                                                                      |  |  |  |  |  |  |  |                                    |
|                                 |                                                                   |  |                                                               | Vilém Nasavský                                                       |  |  |  |  |  |  |  |                                    |
|                                 |                                                                   |  |                                                               |                                                                      |  |  |  |  |  |  |  |                                    |
|                                 | Helena Nasavská                                                   |  |                                                               |                                                                      |  |  |  |  |  |  |  |                                    |
|                                 |                                                                   |  |                                                               |                                                                      |  |  |  |  |  |  |  |                                    |
|                                 |                                                                   |  |                                                               | Pavlína Württemberská                                                |  |  |  |  |  |  |  |                                    |
|                                 |                                                                   |  |                                                               |                                                                      |  |  |  |  |  |  |  |                                    |
| Sibyla Sasko-Kobursko-Gothajská |                                                                   |  |                                                               |                                                                      |  |  |  |  |  |  |  |                                    |
|                                 |                                                                   |  |                                                               |                                                                      |  |  |  |  |  |  |  |                                    |
|                                 |                                                                   |  | Fridrich Vilém Šlesvicko-Holštýnsko-Sonderbursko-Glücksburský |                                                                      |  |  |  |  |  |  |  |                                    |
|                                 |                                                                   |  |                                                               |                                                                      |  |  |  |  |  |  |  |                                    |
|                                 | Fridrich Šlesvicko-Holštýnsko-Sonderbursko-Glücksburský           |  |                                                               |                                                                      |  |  |  |  |  |  |  |                                    |
|                                 |                                                                   |  |                                                               |                                                                      |  |  |  |  |  |  |  |                                    |
|                                 |                                                                   |  |                                                               | Luisa Karolina Hesensko-Kasselská                                    |  |  |  |  |  |  |  |                                    |
|                                 |                                                                   |  |                                                               |                                                                      |  |  |  |  |  |  |  |                                    |
|                                 | Fridrich Ferdinand Šlesvicko-Holštýnský                           |  |                                                               |                                                                      |  |  |  |  |  |  |  |                                    |
|                                 |                                                                   |  |                                                               |                                                                      |  |  |  |  |  |  |  |                                    |
|                                 |                                                                   |  |                                                               | Jiří Vilém ze Schaumburg-Lippe                                       |  |  |  |  |  |  |  |                                    |
|                                 |                                                                   |  |                                                               |                                                                      |  |  |  |  |  |  |  |                                    |
|                                 | Adléta ze Schaumburg-Lippe                                        |  |                                                               |                                                                      |  |  |  |  |  |  |  |                                    |
|                                 |                                                                   |  |                                                               |                                                                      |  |  |  |  |  |  |  |                                    |
|                                 |                                                                   |  |                                                               | Ida Waldecko-Pyrmontská                                              |  |  |  |  |  |  |  |                                    |
|                                 |                                                                   |  |                                                               |                                                                      |  |  |  |  |  |  |  |                                    |
|                                 | Viktorie Adléta Šlesvicko-Holštýnská                              |  |                                                               |                                                                      |  |  |  |  |  |  |  |                                    |
|                                 |                                                                   |  |                                                               |                                                                      |  |  |  |  |  |  |  |                                    |
|                                 |                                                                   |  |                                                               | Kristián August II. Šlesvicko-Holštýnsko-Sonderbursko-Augustenburský |  |  |  |  |  |  |  |                                    |
|                                 |                                                                   |  |                                                               |                                                                      |  |  |  |  |  |  |  |                                    |
|                                 | Fridrich VIII. Šlesvicko-Holštýnský                               |  |                                                               |                                                                      |  |  |  |  |  |  |  |                                    |
|                                 |                                                                   |  |                                                               |                                                                      |  |  |  |  |  |  |  |                                    |
|                                 |                                                                   |  |                                                               | Luisa Žofie z Danneskiold-Samsøe                                     |  |  |  |  |  |  |  |                                    |
|                                 |                                                                   |  |                                                               |                                                                      |  |  |  |  |  |  |  |                                    |
|                                 | Karolína Matylda Šlesvicko-Holštýnsko-Sonderbursko-Augustenburská |  |                                                               |                                                                      |  |  |  |  |  |  |  |                                    |
|                                 |                                                                   |  |                                                               |                                                                      |  |  |  |  |  |  |  |                                    |
|                                 |                                                                   |  |                                                               | Arnošt I. z Hohenlohe-Langenburgu                                    |  |  |  |  |  |  |  |                                    |
|                                 |                                                                   |  |                                                               |                                                                      |  |  |  |  |  |  |  |                                    |
|                                 | Adléta z Hohenlohe-Langenburgu                                    |  |                                                               |                                                                      |  |  |  |  |  |  |  |                                    |
|                                 |                                                                   |  |                                                               |                                                                      |  |  |  |  |  |  |  |                                    |
|                                 |                                                                   |  |                                                               | Feodora Leiningenská                                                 |  |  |  |  |  |  |  |                                    |
|                                 |                                                                   |  |                                                               |                                                                      |  |  |  |  |  |  |  |                                    |